# کورچتوف ۲۳۵۲
سیارک ۲۳۵۲ (به انگلیسی: 2352 Kurchatov، نامگذاری:1969RY) دو هزار و سیصد و پنجاه و دومین سیارک کشف شده‌است که در ۱۰ سپتامبر ۱۹۶۹ کشف شد.
قدر مطلق سیارک برابر ۱۱٫۱۰ است.